# Zabijanie pijaka
Zabijanie pijaka – tradycyjna zabawa zapustna, charakterystyczna dla Ziemi Rzeszowskiej, zwłaszcza okolic Tarnobrzega. Odbywała się zawsze w ostatni wtorek karnawału, dzień przed środą popielcową.
Dwóch przebranych za diabła i śmierć chłopców, oprowadzało po wsi tzw. pijaka, czyli niechlujnie ubranego mężczyznę poruszającego się chwiejnym krokiem. Diabeł miał na sobie czarny kubraczek, przyczepiony słomiany ogon oraz koniecznie przytwierdzone na czole baranie rogi. Z kolei śmierć podążała w białej czapce z tektury, masce i białym prześcieradle. W ręku miała kosę, a na plecach worek piasku. Po okrążeniu całej wsi symulowano ścięcie pijaka – śmierć skracała mężczyznę o głowę – obowiązkiem diabła było zabranie duszy umarłego do piekła.